# 中国一級行政区指導者一覧
中国一級行政区指導者一覧（ちゅうごくいっきゅうぎょうせいくしどうしゃいちらん）は、中華人民共和国の各一級行政区の指導者の一覧。

## 概要
中華人民共和国の一級行政区（省・自治区・直轄市）の政治権力の構造は、中央の政治権力の構造を踏襲し、民主集中制である。中国共産党の一級行政区の省級党委員会を中心に、そこから一級行政区の権力機関である省級人民代表大会、省級人民政府、高級人民法院、省級人民検察院などが統制される。
また各一級行政区党委員会からの系統とは別に、一級行政区の人民代表大会は上級組織の全国人民代表大会に、人民政府は上級組織の国務院に、高級人民法院は上級組織の最高人民法院に、省級人民検察院は上級組織の最高人民検察院にそれぞれ従属している。
従って、各一級行政区における序列最高位は一級行政区の党委員会書記であり、次に党委員会副書記を兼務する一級行政区の人民代表大会常務委員会主任、次に党委員会副書記を兼務する一級行政区の人民政府の首長となる。
北京市、上海市、広東省、重慶市の党委員会書記は、中央政治局委員を兼務することが慣例となっている。

## 一級行政区党委員会書記
| 行政区区名         | 氏名                            | 主な党職歴                                                                       | 主な人代職歴                                       | 主な行政職歴                                                 | 学歴                                                     | 現党中央役職 | 原籍                       | 生年月  | 入党年月 | 就任年月 |
| ------------------ | ------------------------------- | -------------------------------------------------------------------------------- | -------------------------------------------------- | ------------------------------------------------------------ | -------------------------------------------------------- | ------------ | -------------------------- | ------- | -------- | -------- |
| 北京市             | 郭金龍                          | 北京市委員会副書記、安徽省委員会書記                                             | 第12期全人代北京市代表                             | 北京市人民政府市長、四川省人民政府副省長                     | 南京大学物理系                                           | 政治局委員   | 江蘇省南京市               | 1947.07 | 1979.04  | 2012.07  |
| 天津市             | 李鴻忠(zh)                      | 湖北省委員会書記、深圳市委員会書記                                               | 湖北省人代常務委員会主任                           | 湖北省人民政府省長、深圳市人民政府市長、広東省人民政府副省長 | 吉林大学歴史系                                           | 中央委員     | 山東省昌楽県               | 1956.08 | 1976.12  | 2016.09  |
| 河北省             | 趙克志                          | 貴州省委員会書記、徳州市委員会書記                                               | 河北省人代常務委員会主任、貴州省人代常務委員会主任 | 貴州省人民政府省長、江蘇省人民政府常務副省長                 | 山東省党委党校、党中央党校                               | 中央委員     | 山東省萊西市               | 1953.12 | 1975.01  | 2015.07  |
| 山西省             | 駱恵寧(zh)                      | 青海省委員会書記、安徽省委員会宣伝部部長                                         | 青海省人代常務委員会主任                           | 青海省人民政府省長、安徽省人民政府秘書長                     | 中国人民大学経済学院政治経済専攻                         | 中央委員     | 浙江省義烏市               | 1954.10 | 1982.03  | 2016.06  |
| 内モンゴル自治区   | 李紀恒(zh)                      | 雲南省委員会書記、広西チワン族自治区委員会副書記                                 | 雲南省人代常務委員会主任                           | 雲南省人民政府省長                                           | 広西大学中文学系、党中央党校、社会科学院農業経済管理専攻 | 中央委員     | 広西省貴港市               | 1957.01 | 1979.08  | 2016.08  |
| 遼寧省             | 李希(zh)                        | 遼寧省委員会副書記、上海市委員会副書記                                           | 遼寧省人代常務委員会主任                           | 遼寧省人民政府省長                                           | 西北師範大学中文学部(zh)、清華大学経済管理学院           | 候補委員     | 甘粛省両当県               | 1956.10 | 1982.01  | 2015.05  |
| 吉林省             | バヤンチョル(zh) [ モンゴル族 ] | 吉林省委員会副書記、寧波市委員会書記                                             | 吉林省人代常務委員会主任                           | 吉林省人民政府省長、浙江省人民政府副省長                     | 内モンゴル師範大学政治教育系(zh)、吉林大学経済管理専攻   | 中央委員     | 内モンゴル自治区オトク前旗 | 1955.05 | 1976.09  | 2014.08  |
| 黒竜江省           | 王憲魁(zh)                      | 江西省委員会副書記、甘粛省委員会副書記                                           | 黒竜江省人代常務委員会主任                         | 黒竜江省人民政府省長                                         | 華東交通大学(zh)、西南交通大学(zh)運輸系                 | 中央委員     | 河北省滄県                 | 1952.07 | 1974.05  | 2013.03  |
| 上海市             | 韓正                            | 上海市委員会副書記                                                               | 第12期全人代上海市代表                             | 上海市人民政府市長、上海市人民政府副市長                     | 華東師範大学国際問題研究所国際関係・世界経済専攻         | 政治局委員   | 浙江省慈渓市               | 1954.04 | 1979.05  | 2012.11  |
| 江蘇省             | 李強(zh)                        | 浙江省委員会副書記、浙江省委員会政法委員会書記                                   | 第12期全人代浙江省代表                             | 浙江省人民政府省長                                           | 旧浙江農業大学、中共中央党校                             | 候補委員     | 浙江省瑞安市               | 1959.07 | 1983.04  | 2016.06  |
| 浙江省             | 夏宝龍(zh)                      | 浙江省委員会副書記、浙江省委員会政法委員会書記                                   | 浙江省人代常務委員会主任                           | 浙江省人民政府省長、天津市人民政府副市長                     | 北京大学経済学院政治経済学専攻                           | 中央委員     | 天津市                     | 1952.12 | 1973.11  | 2012.12  |
| 安徽省             | 李錦斌(zh)                      | 安徽省委員会副書記、陝西省委員会組織部長                                         | 第12期全人代安徽省補選代表                         | 安徽省人民政府省長、通化市人民政府市長                       | 吉林大学経済学修士、法学博士                             |              | 四川省成都市               | 1958.02 | 1978.09  | 2016.08  |
| 福建省             | 尤権(zh)                        | 国務院機関党組副書記、国家電力監督委員会党組書記(zh)                             | 福建省人代常務委員会主任                           | 国務院副秘書長、国家電力監督委員会主席                       | 中国人民大学国民経済管理系                               | 中央委員     | 河北省盧竜県               | 1954.01 | 1973.03  | 2012.12  |
| 江西省             | 鹿心社(zh)                      | 甘粛省委員会副書記、国土資源部党組副書記                                         | 第12期全人代江西省代表                             | 江西省人民政府省長、国土資源部副部長兼旧国家測量局局長(zh)   | 旧武漢電力学院農地水利工学                               | 中央委員     | 山東省巨野県               | 1956.11 | 1985.07  | 2016.06  |
| 山東省             | 姜異康                          | 重慶市委員会副書記、党中央弁公庁副主任                                           | 山東省人代常務委員会主任                           | 国家行政学院常務副委員長、国家機関事務管理局局長             | 山東師範大学(zh)、旧中南工業大学管理工程修士             | 中央委員     | 山東省招遠市               | 1953.01 | 1970.12  | 2008.03  |
| 河南省             | 謝伏瞻(zh)                      | 河南省委員会副書記、党規律検査委員会委員                                         | 河南省人代常務委員会主任                           | 河南省人民政府省長、国務院研究室主任                         | 旧華中理工大学、プリンストン大学、ハーバード大学         | 中央委員     | 湖北省天門市               | 1954.08 | 1974.11  | 2016.03  |
| 湖北省             | 空席                            | 空席                                                                             | 空席                                               | 空席                                                         | 空席                                                     | 空席         | 空席                       | 空席    | 空席     | 空席     |
| 湖南省             | 杜家毫(zh)                      | 黒竜江省委員会政法委員会書記、黒竜江省委員会副書記                               | 第12期全人代湖南省補選代表                         | 湖南省人民政府省長、黒竜江省人民政府副省長                   | 華東師範大学、党中央党校                                 | 候補委員     | 浙江省鄞州区               | 1955.07 | 1973.12  | 2016.08  |
| 広東省             | 胡春華                          | 内モンゴル自治区委員会書記、河北省委員会副書記、共産主義青年団中央書記処第一書記 | 内モンゴル自治区人代常務委員会主任                 | 河北省人民政府省長                                           | 北京大学、党中央党校                                     | 政治局委員   | 湖北省五峰トゥチャ族自治県 | 1963.04 | 1983.04  | 2012.12  |
| 広西チワン族自治区 | 彭清華(zh)                      |                                                                                  | 広西チワン族自治区人大常務委員会主任               | 中央政府駐香港連絡弁公室主任                                 | 北京大学                                                 | 中央委員     | 湖北省大冶市               | 1957.04 | 1976.06  | 2012.12  |
| 海南省             | 羅保銘(zh)                      | 海南省委員会副書記、天津市委員会宣伝部部長                                       | 海南省人代常務委員会主任                           | 海南省人民政府省長                                           | 南開大学明清史専攻、党中央党校                           | 中央委員     | 天津市                     | 1952.10 | 1971.08  | 2011.08  |
| 重慶市             | 孫政才                          | 吉林省委員会書記、北京市委員会秘書長                                             | 吉林省人代常務委員会主任                           | 農業部部長                                                   | 旧莱陽農学院農学系、中国農業大学農学専攻                 | 政治局委員   | 山東省栄成市               | 1963.09 | 1988.07  | 2012.11  |
| 四川省             | 王東明(zh)                      | 中央機構編制委員会弁公室主任、遼寧省委員会組織部長                               | 四川省人代常務委員会主任                           |                                                              | 遼寧大学哲学系、中央党校研究生過程                       | 中央委員     | 遼寧省寛甸満族自治県       | 1956.07 | 1975.06  | 2012.11  |
| 貴州省             | 陳敏爾                          | 貴州省委員会副書記、浙江省委員会宣伝部長                                         | 貴州省人代常務委員会主任                           | 貴州省人民政府省長、浙江省人民政府副省長                     | 旧紹興師範専科学校中文系、中央党校在職研究生             | 中央委員     | 浙江省諸曁市               | 1960.09 | 1982.09  | 2015.07  |
| 雲南省             | 陳豪(zh)                        | 雲南省委員会副書記、上海市委員会弁公庁主任                                       | 上海市人代常務委員会副主任                         | 雲南省人民政府省長                                           | 華東師範大学研究生、中欧国際工商学院生産販売管理修士     |              | 江蘇省海門市               | 1954.02 | 1976.06  | 2016.08  |
| チベット自治区     | 呉英傑(zh)                      | チベット自治区委員会副書記、チベット自治区委員会宣伝部長                         | 第12期全人代チベット自治区代表                     | チベット自治区人民政府副主席                                 | 旧チベット民族学院漢語文学専攻、中央党校党史専攻         |              | 山東省昌邑市               | 1956.12 | 1987.05  | 2016.08  |
| 陝西省             | 婁勤倹(zh)                      | 陝西省委員会副書記                                                               | 陝西省人代常務委員会主任                           | 陝西省人民政府省長、工業情報化部副部長                       | 旧華中工学院計算機専攻、華中科技大学計算機系             | 候補委員     | 貴州省桐梓県               | 1956.12 | 1975.08  | 2016.03  |
| 甘粛省             | 王三運(zh)                      | 福建省委員会副書記、四川省委員会副書記、貴州省委員会副書記                       | 甘粛省人代常務委員会主任                           | 安徽省人民政府省長                                           | 旧貴陽師範学院中文系、中央党校研究生                     | 中央委員     | 山東省単県                 | 1952.12 | 1979.07  | 2011.12  |
| 青海省             | 王国生(zh)                      | 江蘇省委員会副書記、江蘇省委員会組織部長、江蘇省委員会宣伝部長                   | 第12期全人代湖北省代表                             | 湖北省人民政府省長                                           | 山東大学社会科学系、山東省党校研究生                     | 中央委員     | 山東省東阿県               | 1956.05 | 1975.06  | 2016.06  |
| 寧夏回族自治区     | 李建華(zh)                      | 党中央組織部副部長                                                               | 寧夏回族自治区人代常務委員会主任                   | 国家行政学院副院長                                           | 北京市東城職工業余大学、南開大学政治経済専攻、中央党校   | 中央委員     | 河北省故城県               | 1954.09 | 1975.05  | 2013.03  |
| 新疆ウイグル自治区 | 陳全国(zh)                      | チベット自治区委員会書記、河南省委員会副書記                                     | 第12期全人代チベット自治区代表                     | 河北省人民政府省長                                           | 鄭州大学経済系、武漢理工大学工商管理学院経済学専攻       | 中央委員     | 河南省平輿県               | 1955.11 | 1976.02  | 2016.08  |

## 一級行政区人民政府首長
| 行政区区名         | 氏名                                  | 主な党職歴                                                               | 主な人代職歴                         | 主な行政職歴                                                         | 学歴                                                                           | 現党中央役職             | 原籍                           | 生年月  | 入党年月 | 就任年月 |
| ------------------ | ------------------------------------- | ------------------------------------------------------------------------ | ------------------------------------ | -------------------------------------------------------------------- | ------------------------------------------------------------------------------ | ------------------------ | ------------------------------ | ------- | -------- | -------- |
| 北京市             | 王安順                                | 北京市委員会副書記、上海市委員会副書記                                   | 第12期全人代北京市代表               | 国土資源部人事教育司司長                                             | 旧北京地質学院、南開大学政治経済系                                             | 中央委員                 | 河南省輝県市                   | 1957.12 | 1984.03  | 2013.01  |
| 天津市             | 王東峰(zh) [代理]                     | 天津市委員会副書記、銅川市委員会書記                                     |                                      | 天津市人民政府副市長、渭南市人民政府市長                             | 西安交通大学経済学修士課程、中央党校研究生                                     | 党中央規律検査委員会委員 | 陝西省西安市                   | 1958.02 | 1980.11  | 2016.09  |
| 河北省             | 張慶偉                                | 河北省委員会副書記                                                       | 第12期全人代河北省代表               | 国防科学技術工業委員会主任                                           | 西北工業大学航空機系                                                           | 中央委員                 | 河北省楽亭県                   | 1961.11 | 1992.12  | 2012.01  |
| 山西省             | 楼陽生(zh) [代理]                     | 山西省委員会副書記、湖北省委員会組織部部長、海南省委員会組織部部長       | 第12期全人代山西省補選代表           | 山西省人民政府副省長、金華市人民政府市長                             | 旧浙江師範学院数学系、浙江大学工商管理学院修士課程                             |                          | 浙江省浦江県                   | 1959.10 | 1981.11  | 2016.08  |
| 内モンゴル自治区   | 布小林(zh) [ モンゴル族 ] [女性]      | 内モンゴル自治区委員会統一戦線工作部部長、アルシャー盟委員会書記         | 第12期全人代内モンゴル自治区補選代表 | 内モンゴル自治区政府副主席、アルシャー盟人民政府盟長                 | 北京大学法律系、吉林大学法学院法学理論専攻                                     |                          | 内モンゴル自治区トゥムド左旗   | 1958.08 | 1985.06  | 2016.06  |
| 遼寧省             | 陳求発(zh) [ ミャオ族 ]               | 遼寧省委員会副書記                                                       | 第12期全人代遼寧省補選代表           | 工業情報化部副部長兼国家国防科技工業局局長                           | 国防科学技術大学電子工程学部                                                   | 中央委員                 | 湖南省城歩ミャオ族自治県       | 1954.12 | 1974.09  | 2015.06  |
| 吉林省             | 蔣超良(zh)                            | 吉林省委員会副書記                                                       | 第12期全人代吉林省補選代表           | 吉林省人民政府代理省長                                               | 湖南大学、西南財経大学経済学修士                                               | 候補委員                 | 湖南省汨羅市                   | 1957.08 | 1981.05  | 2014.09  |
| 黒竜江省           | 陸昊                                  | 黒竜江省委員会副書記、共産主義青年団中央書記処第一書記                   | 第12期全人代黒竜江省補選代表         | 北京市人民政府副市長                                                 | 北京大学経済管理系                                                             | 中央委員                 | 上海市                         | 1967.06 | 1985.05  | 2013.03  |
| 上海市             | 楊雄                                  | 上海市委員会副書記                                                       | 第12期全人代上海市代表               | 上海市人民政府常務副市長                                             | 中国社会科学院研究生                                                           |                          | 浙江省杭州市                   | 1953.11 | 1985.06  | 2013.02  |
| 江蘇省             | 石泰峰(zh)                            | 蘇州市委員会書記、江蘇省委員会副書記、江蘇省委員会組織部部長             | 第12期全人代江蘇省補選代表           | 江蘇省人民政府副省長                                                 | 北京大学法律系                                                                 | 候補委員                 | 山西省楡社県                   | 1956.09 | 1982.06  | 2016.01  |
| 浙江省             | 車俊(zh) [代理]                       | 浙江省委員会副書記、新疆ウイグル自治区委員会副書記                       | 第12期全人代ウイグル自治区代表       | 浙江省人民政府副省長、合肥市人民政府市長                             | 中央党校函祷授学院経済管理専攻、中央党校                                       | 中央委員                 | 安徽省巣湖市                   | 1955.07 | 1973.12  | 2016.07  |
| 安徽省             | 李国英(zh) [代理]                     | 安徽省委員会副書記                                                       | 第11期全人代河南省代表               | 安徽省人民政府副省長、水利部黄河水利委員会主任                       | 旧華北水利水電学院水利水電工程建築専攻、中央党校研究生                         | 候補委員                 | 河南省禹州市                   | 1963.12 | 1988.08  | 2016.09  |
| 福建省             | 于偉国(zh)                            | 福建省委員会副書記、厦門市委員会書記、福建省委員会組織部部長             | 第12期全人代福建省補選代表           | 福建省人民政府副省長                                                 | 中国人民大学中文系                                                             | 候補委員                 | 山東省文登区                   | 1955.10 | 1975.12  | 2016.01  |
| 江西省             | 劉奇(zh)                              | 江西省委員会副書記、寧波市委員会書記                                     | 第12期全人代浙江省代表               | 江西省人民政府副省長、寧波市人民政府市長                             | 浙江大学化学工学系、西安交通大学在職研究生経済学博士                           |                          | 山東省沂水県                   | 1957.09 | 1976.10  | 2016.07  |
| 山東省             | 郭樹清(zh)                            | 山東省委員会副書記                                                       | 第12期全人代山東省補選代表           | 山東省人民政府副省長、中国証券監督管理委員会主席、国家外匯管理局局長 | 南開大学哲学系、社会科学院研究生院マルクスレーニン主義系                       | 中央委員                 | 内モンゴル自治区ウランチャブ市 | 1956.08 | 1974.08  | 2013.06  |
| 河南省             | 陳潤児(zh)                            | 河南省委員会副書記、黒竜江省委員会副書記、長沙市委員会書記               |                                      | 湘潭市人民政府市長                                                   | 旧湖南農学院農業幹部養成班、中央党校                                           | 候補委員                 | 湖南省茶陵県                   | 1957.10 | 1975.10  | 2016.04  |
| 湖北省             | 王曉東(zh) [代理]                     | 湖北省委員会副書記兼政法委員会書記、貴陽市委員会書記                     | 第12期全人代湖北省代表               | 湖北省人民政府常務副省長、貴州省人民政府常務副省長                   | 江西大学哲学系、中央党校函授学院、中央党校在職研究生                           |                          | 江西省信豊県                   | 1960.01 | 1980.01  | 2016.09  |
| 湖南省             | 許達哲(zh) [代理]                     | 湖南省委員会副書記                                                       |                                      | 国家国防科技工業局局長、国家原子力機構主任、国家航天局局長           | ハルビン工業大学機械系、工学修士、高級技術者                                   | 中央委員                 | 湖南省瀏陽市                   | 1956.09 | 1982.01  | 2016.09  |
| 広東省             | 朱小丹                                | 広州市委員会書記、広東省委員会宣伝部部長、広東省委員会統一戦線工作部部長 | 第12期全人代広東省代表               | 広東省人民政府副省長                                                 | 広西大学哲学系、西ドイツ短期留学、中央党校研究生院                             | 中央委員                 | 浙江省温州市                   | 1953.01 | 1975.12  | 2012.01  |
| 広西チワン族自治区 | 陳武(zh) [ チワン族 ]                 | 広西チワン族自治区委員会副書記、南寧市委員会書記                         | 第12期全人代広西チワン族自治区代表   | 広西チワン族自治区人民政府副主席                                     | 広西大学哲学系、中央党校大学院                                                 | 候補委員                 | 広西チワン族自治区崇左市       | 1954.11 | 1975.02  | 2013.04  |
| 海南省             | 劉賜貴(zh)                            | 海南省委員会副書記、竜岩市委員会書記                                     | 第12期全人代海南省補選代表           | 国家海洋局局長、厦門市人民政府市長、竜岩市人民政府市長               | 南京大学哲学系、中国科学院市場経済専攻                                         | 党中央規律検査委員会委員 | 福建省泉州市                   | 1955.09 | 1973.12  | 2015.02  |
| 重慶市             | 黄奇帆(zh)                            | 重慶市委員会副書記                                                       | 第12期全人代重慶市代表               | 重慶市人民政府副市長                                                 | 旧上海機械学院儀器系、中欧国際工商学院工商管理学修士                           | 中央委員                 | 浙江省諸曁市                   | 1952.05 | 1976.03  | 2010.01  |
| 四川省             | 尹力(zh)                              | 四川省委員会副書記、四川省委員会宣伝部部長                               | 第12期全人代四川省補選代表           | 国家衛生計画出産委員会副主任、国家食品薬品監督管理総局副局長         | 旧山東医科大学医学系、ロシア医学アカデミー留学                                 | 候補委員                 | 山東省臨邑県                   | 1962.08 | 1983.06  | 2016.01  |
| 貴州省             | 孫志剛(zh)                            | 貴州省委員会副書記、湖北省委員会秘書長                                   | 第12期全人代貴州省補選代表           | 国家衛生計画出産委員会副主任、医薬衛生改革領導小組体制弁公室主任     | 旧上海財経学院工業経済専攻、武漢大学政治経済学専攻                             |                          | 河南省滎陽市                   | 1954.05 | 1976.09  | 2016.01  |
| 雲南省             | 陳豪(zh)                              | 雲南省委員会書記、上海市委員会弁公庁主任                                 | 第12期全人代雲南省補選代表           |                                                                      | 華東師範大学世界経済専攻、中欧国際工商学院工商管理専攻                         |                          | 江蘇省海門市                   | 1954.02 | 1976.06  | 2016.08  |
| チベット自治区     | ロサン・ギェンツェン [ チベット族 ]   | チベット自治区委員会副書記、チベット自治区委員会政法委員会副書記         | 第12期全人代チベット自治区代表       | チベット自治区政府副主席、ラサ市人民政府市長                         | 旧チベット民族学院チベット語系、中央党校研究生院                               | 候補委員                 | チベット自治区ダクヤプ県       | 1957.07 | 1978.12  | 2013.01  |
| 陝西省             | 胡和平(zh)                            | 陝西省委員会副書記兼延安幹部学院第一書記、浙江省委員会組織部部長         | 第12期全人代陝西省補選代表           |                                                                      | 清華大学水利工程系、東京大学土木工学系                                         | 候補委員                 | 山東省臨沂市                   | 1962.10 | 1986.08  | 2016.04  |
| 甘粛省             | 林鐸(zh)                              | 甘粛省委員会副書記、遼寧省委員会紀律検査委員会書記、ハルビン市委員会書記 | 第12期全人代甘粛省補選代表           | ハルビン市人民政府市長                                               | 海軍潜艇学院、海軍工程学院                                                     | 候補委員                 | 山東省菏沢市                   | 1956.03 | 1975.10  | 2016.05  |
| 青海省             | 郝鵬                                  | 青海省委員会副書記、チベット自治区委員会政法委員会書記                   | 第12期全人代青海省補選代表           | チベット自治区政府副主席                                             | 西北工業大学飛行器製造工程、同航空系                                           | 候補委員                 | 陝西省鳳翔県                   | 1960.07 | 1982.03  | 2013.04  |
| 寧夏回族自治区     | 咸輝(zh) [ 回族 ] [女性]              | 寧夏回族自治区委員会副主席、蘭州市委員会副書記                           |                                      | 甘粛省人民政府常務副省長                                             | 旧中央民族学院漢語文学系、蘭州大学管理学院行政管理専攻                         | 候補委員                 | 甘粛省定西市                   | 1958.03 | 1976.12  | 2016.07  |
| 新疆ウイグル自治区 | ショーラト・ザキル(zh) [ ウイグル族 ] | 新疆ウイグル自治区委員会副書記                                           | 新疆ウイグル自治区人代常務委員会主任 | ウルムチ市人民政府市長                                               | ウルムチ職業大学英語専攻、社会科学院研究生院企業管理専攻、天津大学工商管理修士 |                          | 新疆ウイグル自治区グルジャ市   | 1953.08 | 1985.06  | 2014.12  |

### 一級行政区党委員会書記
北京市
天津市
河北省
山西省
内モンゴル自治区
遼寧省
吉林省
黒竜江省
上海市
江蘇省
浙江省
安徽省
福建省
江西省
山東省
河南省
湖北省[ ]
湖南省
広東省
広西壮族自治区
海南省
重慶市
四川省
貴州省
雲南省
西蔵自治区
陝西省
甘粛省
青海省
寧夏回族自治区
新疆ウイグル自治区

### 一級行政区人民政府首長
北京市
天津市
河北省
山西省
内蒙古自治区
遼寧省
吉林省
黒竜江省
上海市
江蘇省
浙江省
安徽省
福建省
江西省
山東省
河南省
湖北省
湖南省
広東省
広西壮族自治区
海南省
重慶市
四川省
貴州省
雲南省
西蔵自治区
陝西省
甘粛省
青海省
寧夏回族自治区
新疆ウイグル自治区